# Wilhelm Schöneck
Wilhelm Schöneck (* 13. Oktober 1902 in Ulm; † 22. Januar 1974 in Stuttgart) war ein deutscher Jurist. Vom 29. September 1952 bis Ende 1967 war er Regierungspräsident des Regierungsbezirks Stuttgart in Baden-Württemberg. Schöneck war der erste Regierungspräsident des neugeschaffenen Regierungsbezirks Nordwürttemberg.

## Werdegang
Schöneck absolvierte ein Jurastudium in Tübingen und war seit dem Wintersemester 1922/23 Mitglied der Landsmannschaft Ulmia Tübingen. Anschließend arbeitete er als Justitiar bei Versicherungen. Ab 1934 war er in Stuttgart als Rechtsanwalt tätig. Von 1941 bis Juli 1945 war er Leiter der Preisüberwachungsstelle des Polizeipräsidiums Stuttgart. Seit dem 15. Juni 1945 bis September 1952 war er Direktor bzw. Ministerialrat im Innenministerium Württemberg-Baden. 

## Politische Tätigkeit
Er war Mitglied der SPD.

## Sonstiges
In den Jahren 1947 und 1948 war er Vorsitzender der Berufungskammer III Stuttgart. Er unterlag 1948 bei der ersten Oberbürgermeisterwahl in Ulm nach dem Zweiten Weltkrieg dem späteren Oberbürgermeister Theodor Pfizer.